# Вальдемир Перейра
Вальдемир душ Сантуш Перейра (порт. Valdemir dos Santos Pereira; 15 листопада 1974, Баїя) — бразильський професійний боксер, чемпіон світу за версією IBF (2006) в напівлегкій вазі.

## Аматорська кар'єра
На Панамериканських іграх 1999 програв у другому бою.
На Олімпійських іграх 2000 переміг у першому бою Джеймса Свона (Австралія) — 8-4 і програв у другому Рамазану Паліані (Туреччина) — RSC.

## Професіональна кар'єра
2001 року дебютував на професійному рингу. 20 січня 2006 року вийшов на бій за вакантний титул чемпіона світу за версією IBF у напівлегкій вазі проти Фахпракорба Раккіатгим (Таїланд) і здобув перемогу одностайним рішенням суддів. 13 травня 2006 року у першому захисті титулу зустрівся з американцем Еріком Ейкеном і зазнав поразки дискваліфікацією у восьмому раунді за неодноразові удари нижче пояса, після чого завершив кар'єру.